# Zakład Teorii Literatury i Translacji Uniwersytetu Śląskiego

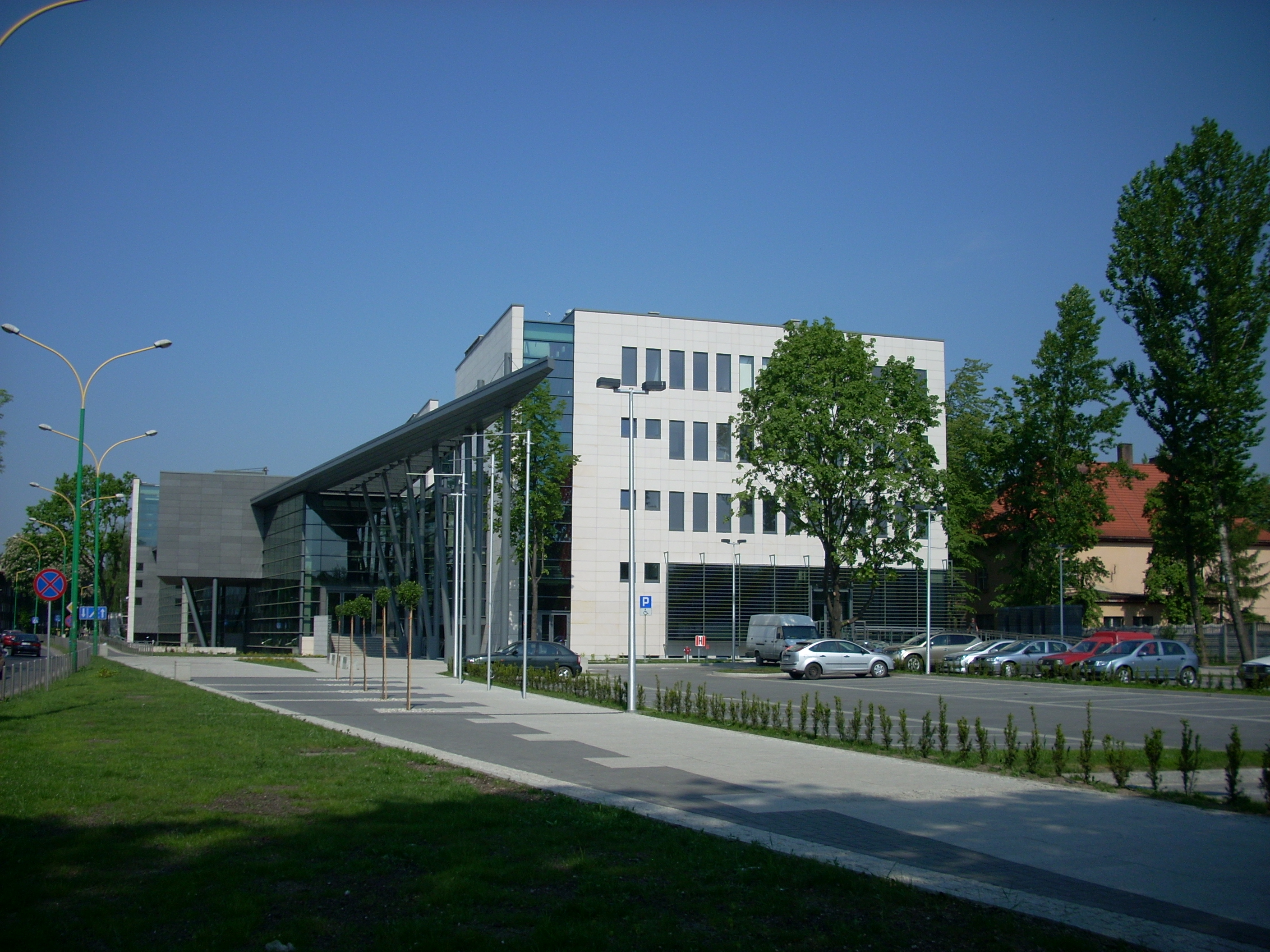
Budynek Wydziału Filologicznego UŚ w Sosnowcu

Zakład Teorii Literatury i Translacji Uniwersytetu Śląskiego – jednostka dydaktyczno-naukowa należąca do struktur Instytutu Filologii Słowiańskiej Uniwersytetu Śląskiego.

## Historia
Zakład Teorii Literatury i Translacji powstał w 1992 roku w ramach struktury Instytutu Filologii Słowiańskiej Uniwersytetu Śląskiego. W jego skład wchodzą pracownicy specjalizujący się w problematyce teoretycznej związanej z różnymi literaturami w tym chorwacką, serbską, czeską, słowacką i słoweńską, reprezentowanymi w programach kierunków studiów prowadzonych przez Instytut.
Od 2008 roku pracownicy Zakładu uczestniczą w projekcie wydawniczym Przekłady Literatur Słowiańskich, kierowanym przez prof. dr hab. Bożenę Tokarz. Publikacja ma charakter wydawnictwa ciągłego i jest uwzględniona w części B wykazu czasopism naukowych MNiSW (10 punktów). 

## Działalność zakładu
Działalność Zakładu obejmuje dydaktykę i prace badawcze. Zespół jest odpowiedzialny merytorycznie za dydaktykę bloku przedmiotów przygotowujących i kształcących warsztat filologiczny studentów w zakresie teorii i praktyki literaturoznawczej (interpretacja i lektura tekstów literackich, struktura tekstu, metodologia badań literackich, proces historycznoliteracki) oraz teorii i analizy przekładu jako nowego faktu artystycznego i społecznego.
Praca naukowa Zakładu koncentruje się wokół dwóch tematów (Dyskurs literacki i literaturoznawczy i Teoria przekładu) obejmujących szeroki zakres problemów badawczych, jak: badanie form literackich w relacji do rzeczywistości kulturowej oraz lokalnego i uniwersalnego rytmu rozwojowego w poszczególnych literaturach i kulturach; typologia przekładów ze względu na różnice między uczestniczącymi w procesie tłumaczenia systemami językowymi z wpisanymi w nie modelami świata, różnice między tradycjami literackimi i kulturowymi, między indywidualnymi światopoglądami i poziomami wrażliwości oraz schematami komunikacyjnymi.